# Allemagne (Somme)
Die Allemagne ist ein Bach im Norden von Frankreich, der in den Départements Oise und Somme der Region Hauts-de-France südwestlich der Stadt Saint-Quentin verläuft.

## Geografie

### Verlauf
Die Allemagne entspringt unter dem Namen Ru du Vieux Saint-Nicolas im Gemeindegebiet von Fréniches, entwässert mit einem leichten Bogen über Osten generell Richtung Nord, trifft dort im Feuchtgebiet des Somme-Tales auf den Somme-Kanal, den sie in einem künstlich gegrabenen Flusslauf nach West und Nordwest begleitet und im Gemeindegebiet von Voyennes nach insgesamt rund 13 Kilometern als linker Nebenfluss in den Somme-Kanal einmündet. 
Im Oberlauf quert die Allemagne die Bahnstrecke Amiens–Laon.

### Orte am Fluss
(Reihenfolge in Fließrichtung)
- Fréniches
- Villette, Gemeinde Muille-Villette
- La Folie, Gemeinde Esmery-Hallon
- Eppeville
- Canisy, Gemeinde Hombleux
- Courtemanche, Gemeinde Voyennes